# Biblioteca Ambrosiana
(Alessandro Manzoni, I promessi sposi, Cap. XXII)
La Veneranda Biblioteca Ambrosiana è un'istituzione ecclesiastica comprendente una biblioteca pubblica, una pinacoteca e un'accademia di studi. Fondata nel 1607 dal cardinale Federico Borromeo, si trova nel centro storico di Milano, ospitata all'interno del Palazzo dell'Ambrosiana.

## Storia

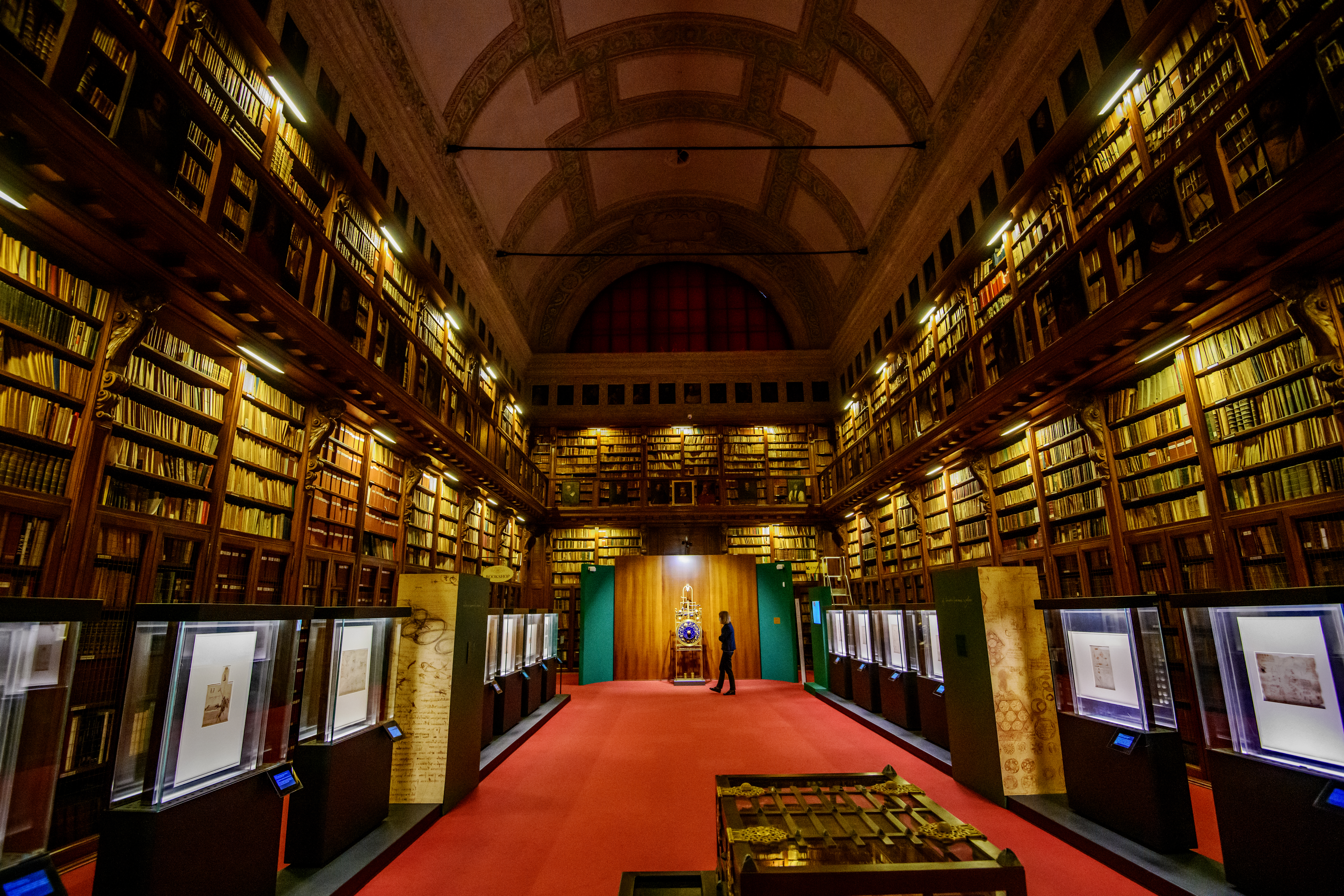
Sala Federiciana

Federico Borromeo (1564-1631), cardinale arcivescovo di Milano, durante i soggiorni a Roma tra il 1585 e il 1595 e dal 1597 al 1601, maturò l'idea di un'istituzione culturale di alto livello artistico, letterario e scientifico, «per un servizio universale» a gloria di Dio e per la promozione integrale dei valori umanistici. Rientrato a Milano inviò emissari a raccogliere manoscritti e stampati da ogni parte del mondo e pose mano alla costruzione dell'Ambrosiana, affidandone l'edificazione a Lelio Buzzi e Francesco Maria Richini nel 1603, e nel 1611 a Fabio Mangone, che aggiunse all'edificio della Biblioteca anche i due saloni per l'Accademia e le raccolte d'arte. Si deve al Richini il progetto della sala di lettura, oggi detta Sala Federiciana, concepita come una grande aula rettangolare con volta a botte, scandita da semicolonne poste lungo le librerie. L'illuminazione era garantita da due grandi finestre termali poste alla base della volta. Il progetto definitivo elaborato da Fabio Mangone, tra il 1616 e il 1618, prevede l'atrio di ingresso della Biblioteca così come è stato effettivamente realizzato, e le librerie scandite da lesene e con armadietti angolari per custodire i manoscritti più preziosi. Al di sopra degli scaffali si trova la teoria di ritratti alla base della volta, che presenta una decorazione a cornici in stucco di varie forme, ancora oggi visibili. L'attuale aspetto della Sala Federiciana è da ascrivere agli interventi di restauro e ricostruzione attuati nel dopoguerra, con lo scopo di cancellare i segni delle distruzioni dovute alle bombe e agli ordigni incendiari caduti sul palazzo. Il restauro della Sala terminò nel 1956.
Notevoli e di fattura raffinatissima furono le opere sottratte alla Biblioteca Ambrosiana e spedite in Francia durante le spoliazioni napoleoniche. Antonio Canova disponeva di una lista di opere d'arte spedite al Musee Napoleon dai funzionari napoleonici e provenienti dall'Ambrosiana. Il Cardinal Borromeo era un ammiratore dell'arte fiamminga, e i maggiori danni vennero subiti proprio dalla collezione fiamminga. Il Cardinale in persona aveva commissionato due opere a Jan Brueghel il Vecchio, l'Aria e la Terra. Queste vennero spedite al Louvre il 25 giugno 1796 dove ancora oggi lì si trovano. La Vergine Peter Paul Rubens venne sequestrata e arrivò al Louvre nel 1797, come La Vergine e tre santi di Lucas van Leyden che rimase anch'essa al Louvre. Da notare come numerose opere si persero durante il tragitto o non vennero mai rintracciate. I napoleonici avevano una vera e propria brama di arricchire il Louvre delle opere di Leonardo. Quando seppero che la Biblioteca custodiva la testa della Vergine di Leonardo, la prelevarono nel maggio 1796 e la spedirono in Francia, ma venne persa durante il tragitto. Un soldato e un vecchio di Francesco Cairo venne sequestrato il 24 maggio 1796 e spedito a Parigi, ma fu anch'esso perso durante il tragitto. Il Concerto campestre del Giorgione venne prelevato il 24 maggio 1796 e spedito al Musée de Rouen nel 1801.
Tra il 1826 e il 1836 Giacomo Moraglia sull'area della preesistente chiesa di S. Maria della Rosa realizzò il cortile neoclassico e rovesciò l'ingresso sul lato nord, incorporando anche l'aula rinascimentale della Confraternita del Pio Istituto di Santa Corona. Nel 1923 il cortile neoclassico fu trasformato nella Sala di lettura attuale, e nel 1928 fu annesso all'Ambrosiana l'edificio appartenente agli Oblati fondati da san Carlo Borromeo, con la chiesa di S. Maria Maddalena al Santo Sepolcro di origini millenarie, antecedente la prima crociata. Dopo i bombardamenti del 1943 i lavori di ripristino furono affidati a Luigi Caccia Dominioni, e le vetrate artistiche al pittore Carlo Bazzi. Dal 1990 al 1997 sono stati eseguiti lavori di restauro e ristrutturazione realizzando un ammodernamento completo di quasi tutti gli ambienti, grazie al contributo della banca CARIPLO, poi IntesaBci.

## Istituzione

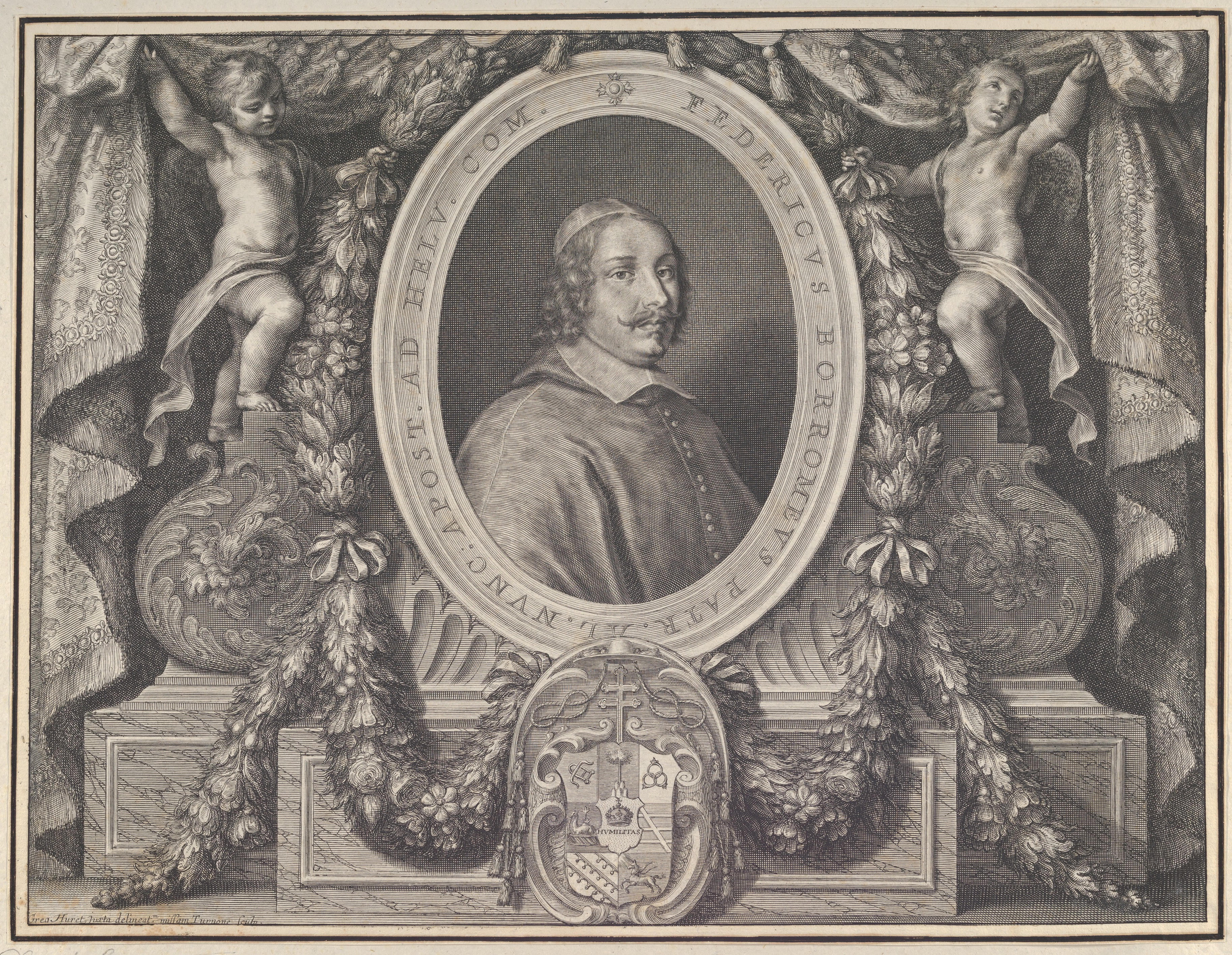
Grégoire Huret, Ritratto del Cardinal Federico Borromeo, New York, Metropolitan Museum of Art

Il cardinale Federico Borromeo affidò nel 1604 l'attività scientifica e culturale dell'Ambrosiana a un Collegio di Dottori, presieduto da un Prefetto che, secondo le Norme promulgate nel 1998 dall'arcivescovo di Milano, Carlo Maria Martini, è nominato dall'Arcivescovo.
( Luca Ceriotti, L'ordine del sapere: considerazioni sull'enciclopedismo borromaico e gli orizzonti dell'ambrosiana, in Santo Burgio e Luca Ceriotti (a cura di), Studia Borromaica, vol. 16, Bulzoni, 2001,  p. 168.)
Il Collegio dei Dottori e la Biblioteca Ambrosiana ebbero sorte felice, sostenuti da sapienti norme stabilite dal fondatore, che ne assicurò la continuità istituendo anche una Congregazione di Conservatori e dotandola di adeguate risorse. I Dottori erano originariamente previsti fino a un numero di dodici ecclesiastici, affiancati da quattro Dottori laici. Motori della ricerca, dell'insegnamento e dello studio dovevano essere i membri di tre Collegi che avrebbero dovuto svolgere un'azione coordinata: dei Dottori, dei Professori e degli Alunni. Era così tracciata la missione e l'identità dall'Ambrosiana quale centro letterario, scientifico e artistico di eccellenza a carattere interdisciplinare e universitario, secondo il motto tuttora vigente Singuli singula.
L'Arcivescovo di Milano è anche di diritto patrono e Gran Cancelliere dell'Ambrosiana. L'inaugurazione dell'anno accademico (in latino: Dies Academicus generalis) ha luogo una volta ogni tre anni alla presenza delle 8 Classi di Studio dell'Ambrosiana.

## Biblioteca

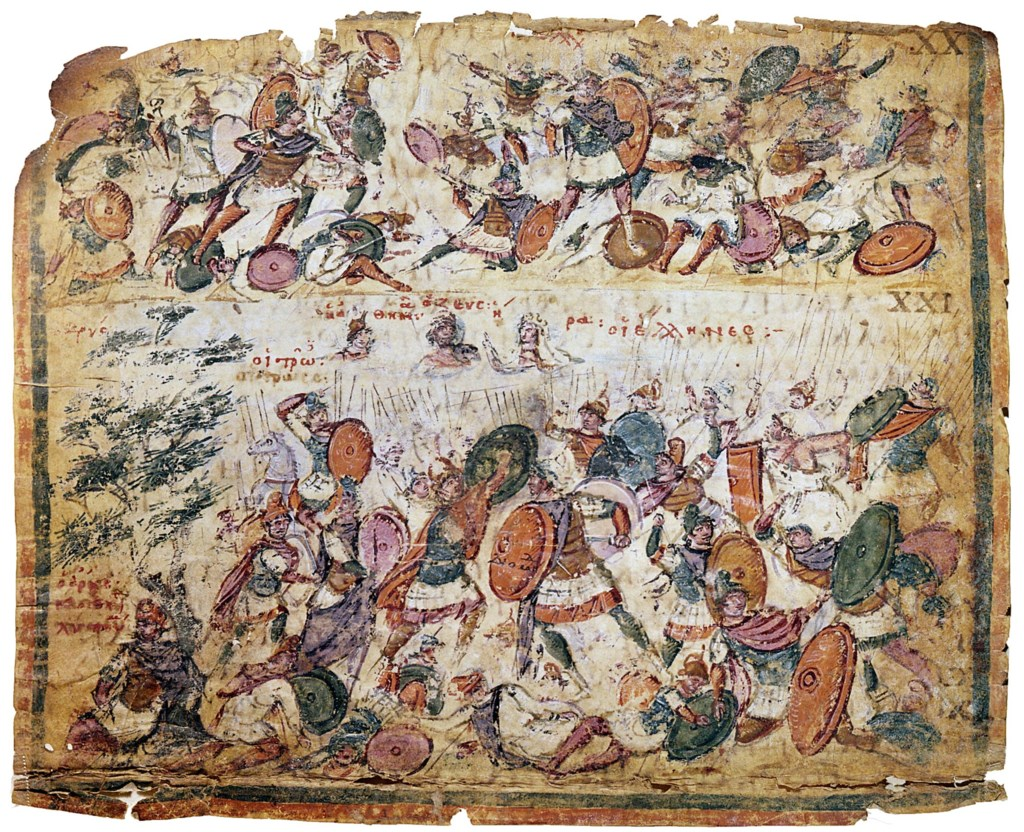
Ilias Picta del V secolo, Cod. F. 205 Inf.

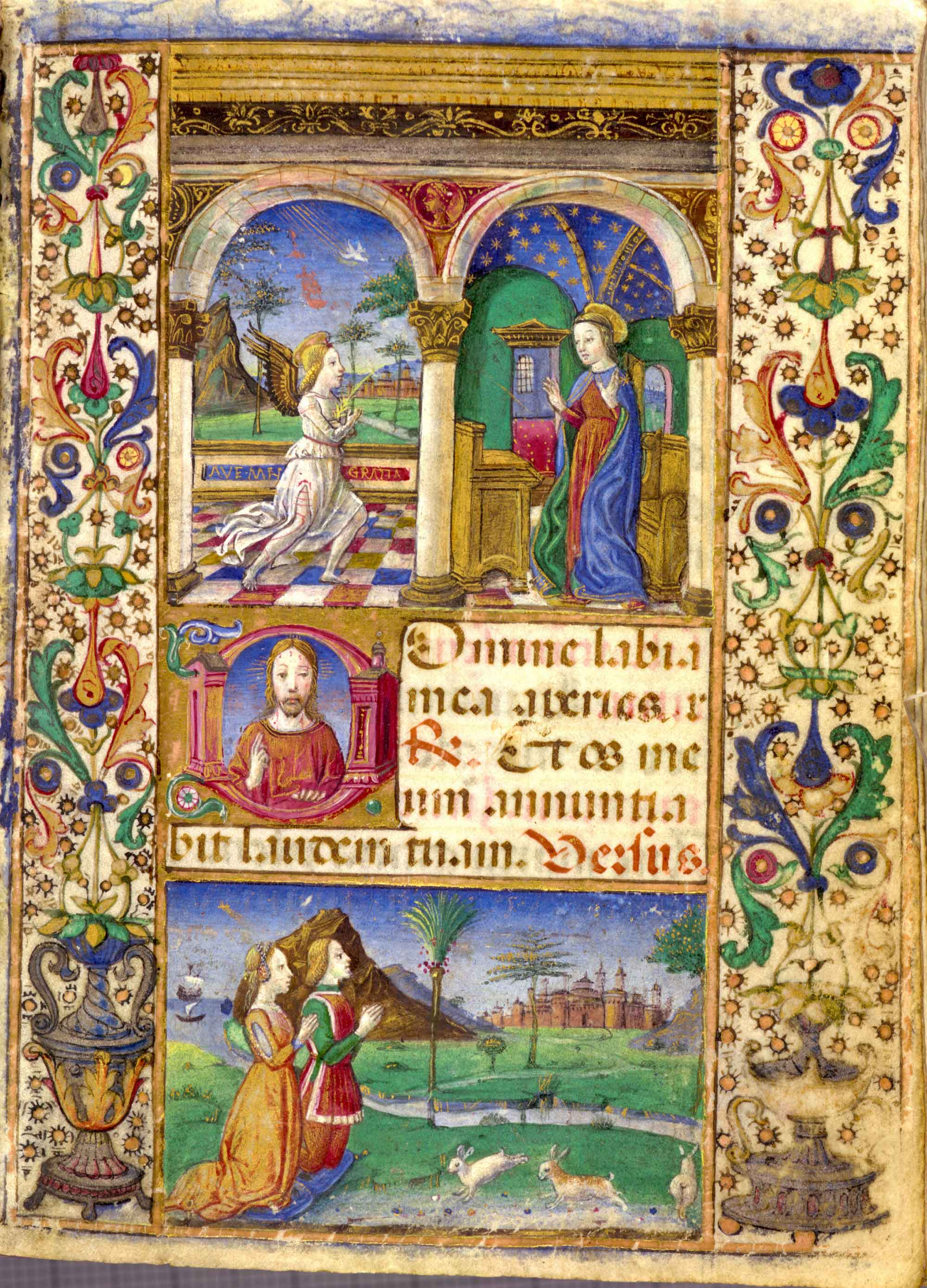
Libro d'Ore Borromeo - Cod. SP42 f16

Con l'apertura al pubblico della Biblioteca Ambrosiana, l'8 dicembre 1609, nasceva quella che nel 1623 Galileo Galilei scrivendo al cardinale Federico definì «[...] l'eroica et immortal libreria». Il patrimonio originario comprendeva circa 30 000 stampati e 8 000 manoscritti, acquistati da ogni parte del mondo, fino dalle lontane terre d'Arabia, Cina, Russia, Indie e Giappone, tra i più preziosi della storia della cultura e della scienza sia occidentale sia orientale; a questo periodo risale l'acquisizione dei manoscritti dell'Abbazia di San Colombano di Bobbio (1606) e della biblioteca del bibliofilo padovano Gian Vincenzo Pinelli (1608). Possiamo ricordare tra questi:
- l'Ilias Picta del V secolo, già appartenuta a Gian Vincenzo Pinelli,
- l'Antifonario di Bangor del VI-VII secolo, già appartenuto alla biblioteca dell'abbazia di Bobbio,
- il Chronicon di Orosio del VII secolo, sempre proveniente dall'abbazia bobiense,
- il Virgilio appartenuto a Francesco Petrarca (in origine conservato nella biblioteca visconteo sforzesca[8]) contenente il Frontespizio del Commento di Servio a Virgilio miniato da Simone Martini,
- il De prospectiva pingendi di Piero della Francesca,
- il De Divina Proportione di Luca Pacioli,
- il كتاب لاحيوان Kitāb al-Hayawān miniato di Amr b. Bahr al-Giāhiz,
- la mappa cinese《萬國全圖》 di Giulio Aleni.

La fama dell'Ambrosiana le attirava altre eccezionali donazioni, come:
- i codici di Leonardo offerti da Galeazzo Arconati nel 1637, dei quali dodici sono oggi conservati alla Biblioteca Nazionale di Parigi dopo essere stati trafugati da Napoleone Bonaparte, mentre il Codice Atlantico è conservato all'Ambrosiana,
- il meraviglioso Museo di Manfredo Settala.

Le donazioni continuarono nei secoli, consentendo nel 1909 l'acquisizione dei 1 600 codici arabi del fondo Caprotti, fino a quelle più recenti dell'indologo Enrico Fasana, dell'Istituto italo-cinese Vittorino Colombo e di altre istituzioni culturali italiane e straniere. 
Dal 2009 è iniziata, nella Sala Federiciana dell'Ambrosiana e nella Sacrestia Monumentale del Bramante presso Santa Maria delle Grazie, la serie di Mostre che - culminando nel 2015, anno dell'Expo mondiale in Milano - espongono progressivamente nella sua integralità il capolavoro del genio di Leonardo da Vinci, con gli oltre 2 000 suoi disegni raccolti nei 1 119 fogli del Codice Atlantico.

## Pinacoteca
Federico Borromeo era stato il primo sostenitore e successivamente Patrono dell'Accademia di San Luca, progettata da papa Gregorio XIII nel 1577 e inaugurata a Roma da Federico Zuccari nel 1593. Giunto nel 1595 a Milano come arcivescovo, progettava di fondarvi un'Accademia artistica, pari a quelle di Firenze e di Roma. Mentori del programma del cardinale erano, tra i molti, Giusto Lipsio docente a Lovanio, Ericio Puteano professore alle Scuole Palatine di Milano e, tra gli artisti, i Brueghel e i fratelli Brill. Nel 1618 Federico donò all'Ambrosiana la sua raccolta di dipinti e disegni, costituendo così il nucleo iniziale della Pinacoteca, con opere di Raffaello, Caravaggio, Leonardo, Tiziano, Bernardino Luini. La fondazione dell'Accademia di disegno, pittura, scultura e architettura avvenne il 25 giugno 1620, con la nomina dei tre maestri Giovanni Battista Crespi detto il Cerano, Gian Andrea Biffi e Fabio Mangone, direttori rispettivamente per la pittura, la scultura e l'architettura; i primi allievi furono in numero di nove. Oggi la Pinacoteca comprende 24 sale e consente di ammirare circa 300 capolavori dei massimi artisti italiani e europei, con un piano pluriennale di mostre anche all'estero, fra cui quella a Tokyo nell'aprile-giugno 2013. (cfr. Newsletter 2013/6 Archiviato il 21 settembre 2013 in Internet Archive.)

## Accademia
Le ricerche accademiche si sono fatte più intense con la fondazione, nel 1963, dell'Accademia di S. Carlo Borromeo da parte dell'arcivescovo cardinale Giovanni Battista Montini, poi papa Paolo VI; nel 1976 il cardinale Giovanni Colombo con nuovo statuto ne affidava la direzione a monsignor Carlo Marcora, dottore dell'Ambrosiana. Dopo un ulteriore rinnovamento dello statuto voluto dal cardinale Carlo Maria Martini nel 1994, nel 2003 avvenne la fondazione dell'Accademia di Sant'Ambrogio, entrambe fuse nel 2008 dall'Arcivescovo di Milano cardinale Dionigi Tettamanzi in un'unica Accademia Ambrosiana con 7 classi di studi: borromaici, ambrosiani, greci e latini, di italianistica, di slavistica, sul Vicino Oriente e sull'Estremo Oriente. Queste ultime due Classi comprendono a loro volta 7 Sezioni di studi arabi, armeni, ebraici, siriaci e, in Asia orientale, studi sulle diverse culture dell'area, in particolare cinese, giapponese e indiana.
Il raccordo tra l'Accademia e il Collegio è assicurato mediante la nomina del direttore di ciascuna classe, scelto tra i dottori del Collegio. Sono oggi membri dell'Accademia circa 250 professori universitari di ogni parte del mondo, assistiti da 14 segretari accademici. Ciascuna classe pubblica una propria serie di volumi miscellanei con saggi e ricerche specifiche, mentre nella serie di Fonti e studi si pubblicano opere monografiche d'interesse generale per l'intera Accademia.

## Resti del foro romano di Milano
Nei sotterranei della Biblioteca Ambrosiana è possibile visitare i resti dell'antica pavimentazione del foro romano di Milano. Questa pavimentazione, risalente all'epoca augustea e ancora nella collocazione originaria, appare formata da grandi lastre rettangolari di marmo rosso di Verona aventi dimensioni irregolari. Esse hanno infatti ancora la sagomatura originale, che un tempo accompagnava il profilo degli edifici ad esse adiacenti. Si sono anche conservati alcuni gradini che davano accesso alle botteghe, che si trovavano sotto i portici del foro, e i resti di una canaletta in pietra di scarico delle acque meteoriche.

## Casa Museo Lodovico Pogliaghi
Alla Veneranda Biblioteca Ambrosiana appartiene la casa museo di Lodovico Pogliaghi, per lascito testamentario dello stesso artista, con tutte le sue collezioni archeologiche, artistiche e librarie. La villa, situata al termine del Viale delle cappelle del Sacro Monte di Varese, è stata riaperta al pubblico nel maggio del 2014.